# Crotalaria kirkii
Crotalaria kirkii är en ärtväxtart som beskrevs av John Gilbert Baker. Crotalaria kirkii ingår i släktet sunnhampor, och familjen ärtväxter. Inga underarter finns listade i Catalogue of Life.